# Rana cięta

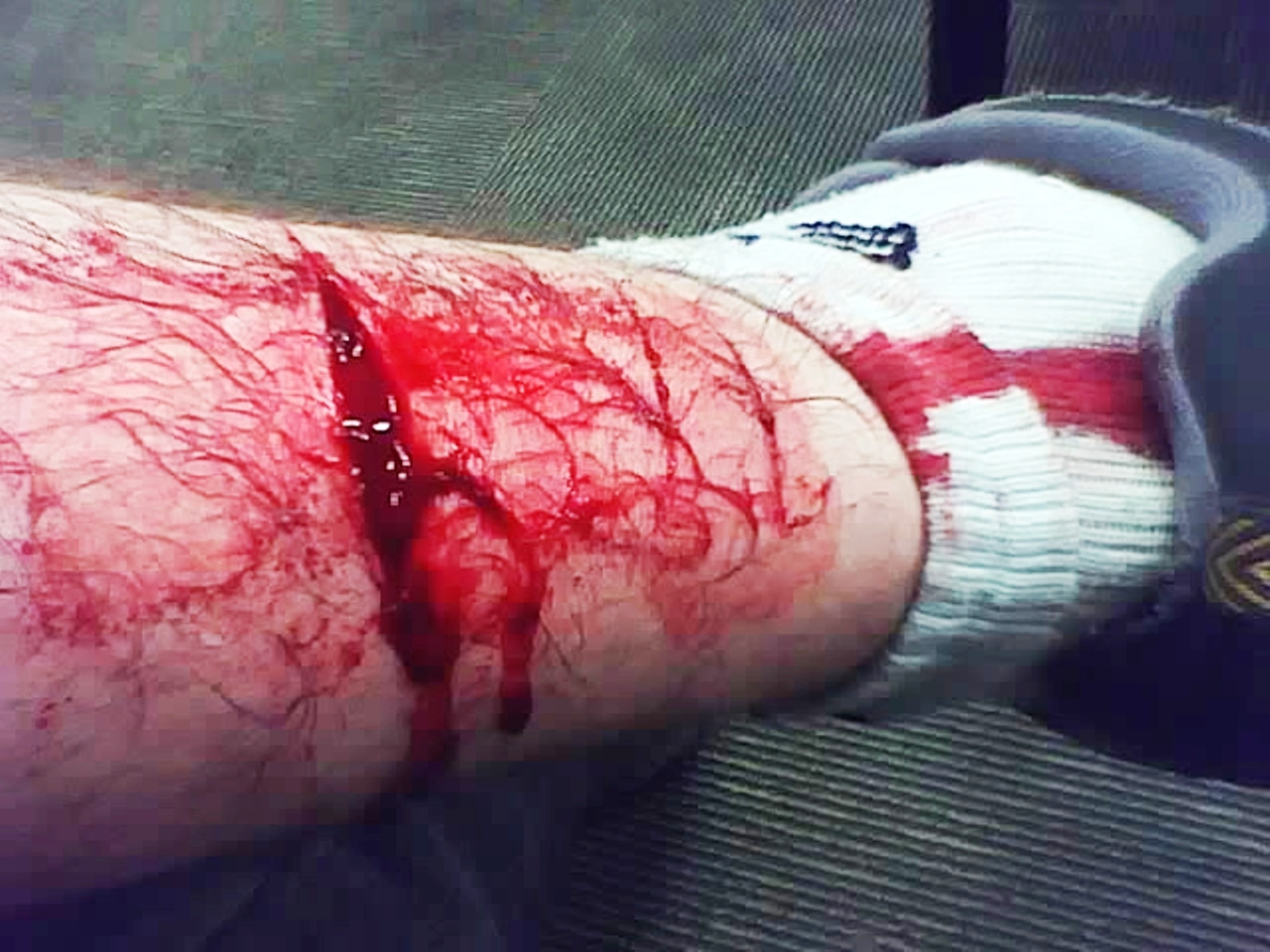

Rana cięta (łac. Vulnus incisivum lub sectum) - rana powstająca na skutek działania przedmiotów ostrych (najczęściej noży), jednak w odróżnieniu od rany kłutej jest ona zadana poprzez przeciągnięcie ostrza po powierzchni skóry, a nie wbicia. Rany cięte mogą być różnej szerokości i głębokości, czasami może dojść do przecięcia tkanek leżących poniżej skóry (np. ścięgien, naczyń krwionośnych).
Wszystkie rany należy opatrzyć, aby zapobiec zakażeniu tkanek. Najczęściej używanym do tego celu środkiem jest woda utleniona, jednakże odchodzi się od niej na rzecz środków specjalnie przeznaczonych do dezynfekcji. Jodyna może służyć jedynie do odkażenia skóry wokół rany. Jeżeli rana jest głęboka, występuje obfite krwawienie to należy zastosować opatrunek uciskowy oraz zgłosić się do lekarza. W takim przypadku konieczne może być chirurgiczne zaopatrzenie (zeszycie) rany, aby umożliwić prawidłowe jej gojenie.